# Š. K. Slovan Bratislava
El Športový klub Slovan Bratislava futbal (en español: Fútbol Club Deportivo Slovan Bratislava) es un club de fútbol de la ciudad de Bratislava, Eslovaquia. El club fue fundado como 1. ČsŠK Bratislava en 1919, pero cambió su nombre al Slovan Bratislava en 1953. Actualmente juega en la Niké liga, la primera división eslovaca.
El Slovan se convirtió en el primer, y hasta ahora único, club en Eslovaquia, así como de la antigua Checoslovaquia, en ganar una competición europea al proclamarse campeón de la Recopa después de derrotar al F. C. Barcelona en la final de Basilea en 1969. El club también aportó siete jugadores a la victoria de la Eurocopa 1976 del equipo de Checoslovaquia.

## Nombres
- 1. ČsŠK Bratislava (1919–39)
- ŠK Bratislava (1939–48)
- Sokol NV Bratislava (1948–53) - (Sokol Národní Výbor Bratislava; en español: Halcones del Comité Nacional Bratislava)
- ÚNV Slovan Bratislava (1953–61) - (Únie Národní Výbor Slovan Bratislava; en español: Unión del Comité Nacional Slovan Bratislava)
- Slovan CHZJD Bratislava (1961–90)
- ŠK Slovan Bratislava (1990–presente)

## Historia

### Fundación y primeros años

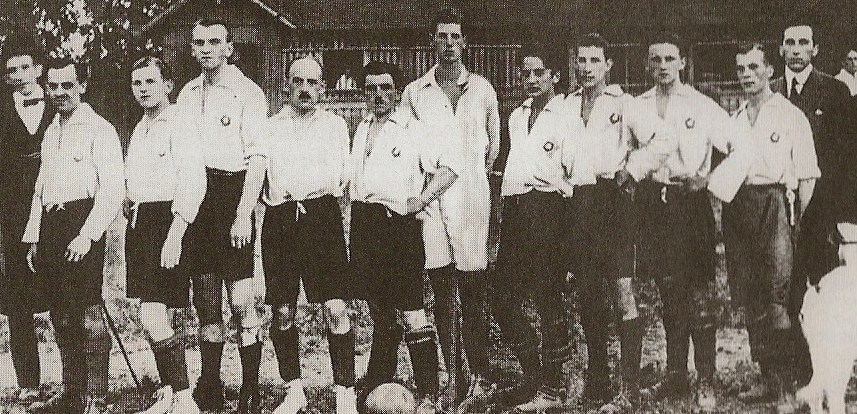
Equipo del Slovan Bratislava de 1919

El Slovan fue fundado el 3 de mayo de 1919 en el Café Panonia en Bratislava como I.ČsŠK Bratislava. El primer presidente fue el capitán de la policía Richard Brunner. I.ČsŠK se convirtió en campeón de Eslovaquia en 1922. Jugadores notables de la época como Pavol Soral, Štefan Čambal y Priboj Stefan fueron claves para el campeonato. En la primavera de 1938 los sentimientos antijudíos penetraron en el club, y la víctima fue el entrenador de József Braun, quien fue uno de los muchos Bratislavčanov que tuvieron que dejar involuntariamente la ciudad. Bajo los términos de los acuerdos de Múnich de 1939 Checoslovaquia se disolvió, dando lugar a la aparición de la República Eslovaca. En este punto, el nombre del club fue cambiado a SK Bratislava. El 26 de septiembre de 1940 SK Bratislava jugó su primer partido en el nuevo estadio, Tehelné pole.
El primer partido internacional en el nuevo estadio fue el 27 de octubre de 1940, cuando el SK Bratislava y el Hertha de Berlín empataron 2-2. En la liga independiente eslovaca, el SK Bratislava ganó el título en cuatro ocasiones en el período comprendido entre 1939 a 1945. El Slovan fue el primer equipo de la extinta Checoslovaquia en utilizar la formación WM.

### Era checoslovaca y Recopa de Europa
El nombre del equipo volvió a cambiar en 1948, pasando a llamarse Sokol NV Bratislava. El equipo volvió al éxito en 1949, cuando se convirtió en el primer campeón de la reciente liga formada del nuevo país de Checoslovaquia. Los jugadores más destacados de esta época incluyen Emil Pažický, Simansky Gejza, Laskov Bozhin, Tegelhoff Viktor, y Teodor Reimann.
Anton Bulla, el entrenador en 1953, añadió ocho nuevos jugadores al equipo. En 1961-62 el Slovan derrotó al Cervena Hviezda Bratislava («Estrella Roja de Bratislava») en la liga nacional en su lucha por el título. Bajo la influencia de presiones e intereses políticos y económicos, el TJ ÚNV Slovan y el TJ Dimitrov se fusionaron para crear el CHZJD Slovan Bratislava el 5 de agosto de 1961.
En 1962 el equipo nacional de Checoslovaquia fue derrotado por 3-1 en la final de la Copa Mundial de la FIFA de 1962 en Chile, subcampeona del mundo, y repitió el éxito de la final de la Copa Mundial de la FIFA 1934 en Roma. Entre los jugadores del Slovan estaban el meta Viliam Schrojf y el defensor Ján Popluhár.

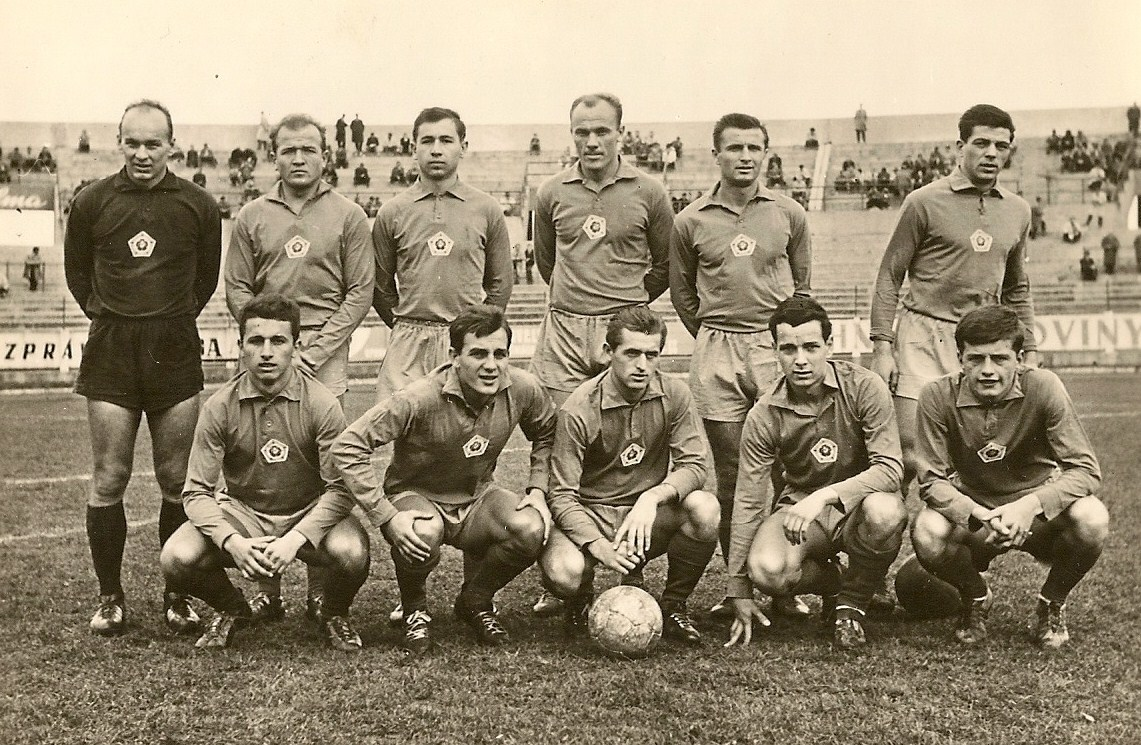
Equipo del Slovan en 1963-64.

El Slovan terminó la temporada 1967-68 segundo en la liga, ganó la Copa de Checoslovaquia, y participó en la Recopa de Europa. El equipo fue dirigido por el exjugador del Slovan Michal Vican, que se centró en los partidos más sencillos. El 21 de mayo de 1969, el equipo derrotó al F. C. Barcelona en la final de la Recopa de Europa de 1969 por un marcador de 3-2. Algunos de los jugadores del equipo más importantes fueron Ľudovít Cvetler, Vladimír Hrivnák, Ján Čapkovič, Karol Jokl, Alexander Horváth, Jozef Čapkovič o Alexander Vencel.
En 1970 el equipo de Checoslovaquia que viajó a la Copa Mundial de la FIFA en México incluyó a siete jugadores del Slovan: Alexander Vencel, Ján Zlocha, Ivan Hrdlička, Karol Jokl, Ján Čapkovič, Vladimír Hrivnák y Alexander Horváth. Jozef Vengloš fue el entrenador del Slovan Bratislava de esta época, así como el seleccionador nacional checoslovaco.
En 1976 la selección checoslovaca ganó la Eurocopa celebrada en Belgrado con seis futbolistas del Slovan en el equipo titular. Los miembros del Slovan fueron el entrenador Vengloš, Alexander Vencel, Jozef Čapkovič, Koloman Gogh, Marián Masný, Anton Ondruš, Ján Pivarník y Ján Švehlík. A partir de la temporada 1977-78 comenzó el declive del Slovan en el campeonato doméstico. En la temporada 1984-85 el Slovan, dirigido por los entrenadores Ján Hucko y Jozef Obert sufrió uno de sus mayores reveses al descender a la Liga Nacional Eslovaca.
Después de tres temporadas en la segunda división, el Slovan Bratislava volvió a la competición nacional. En la temporada 1987-88 el equipo volvió a las grandes ligas, bajo la dirección de los entrenadores Ján Zachar y Jozef Jankech, que más tarde entrenó al equipo nacional eslovaco. Dušan Galis fue el entrenador en la temporada 1977-81. En 1991-92 el Slovan Bratislava ganó el título de Checoslovaquia por última vez, que fue la penúltima edición del campeonato antes de la disolución de Checoslovaquia. Entre las estrellas del equipo estaban Peter Dubovský, Dušan Tittel, Ladislav Pecko, Vladimir Kinder, Miloš Glonek, Tomáš Stúpala y Alexander Vencel.

### Liga eslovaca
Slovan ganó los primeros títulos en la liga eslovaca en las temporadas 1993/94, 1994/95 y 1995/96. Slovan regresó al trono de Eslovaquia en la temporada 1998/99. Las estrellas del equipo incluido el entrenador Stanislav Griga y Robert jugadores Tomaschek, Miroslav König, Stanislav Varga, Jančula Tibor, y Pecko Ladislav.

Durante los próximos años el rendimiento del equipo decayó considerablemente al punto que fue relegado a un menor de la liga temporada 2003/04, donde pasó dos temporadas. Después del ascenso, Slovan consigue el título de la liga, 10 años después de su última conquista. Dos años después, de la mano del entrenador Karel Jarolim, Slovan consigue el doblete el la temporada 2010-11. 

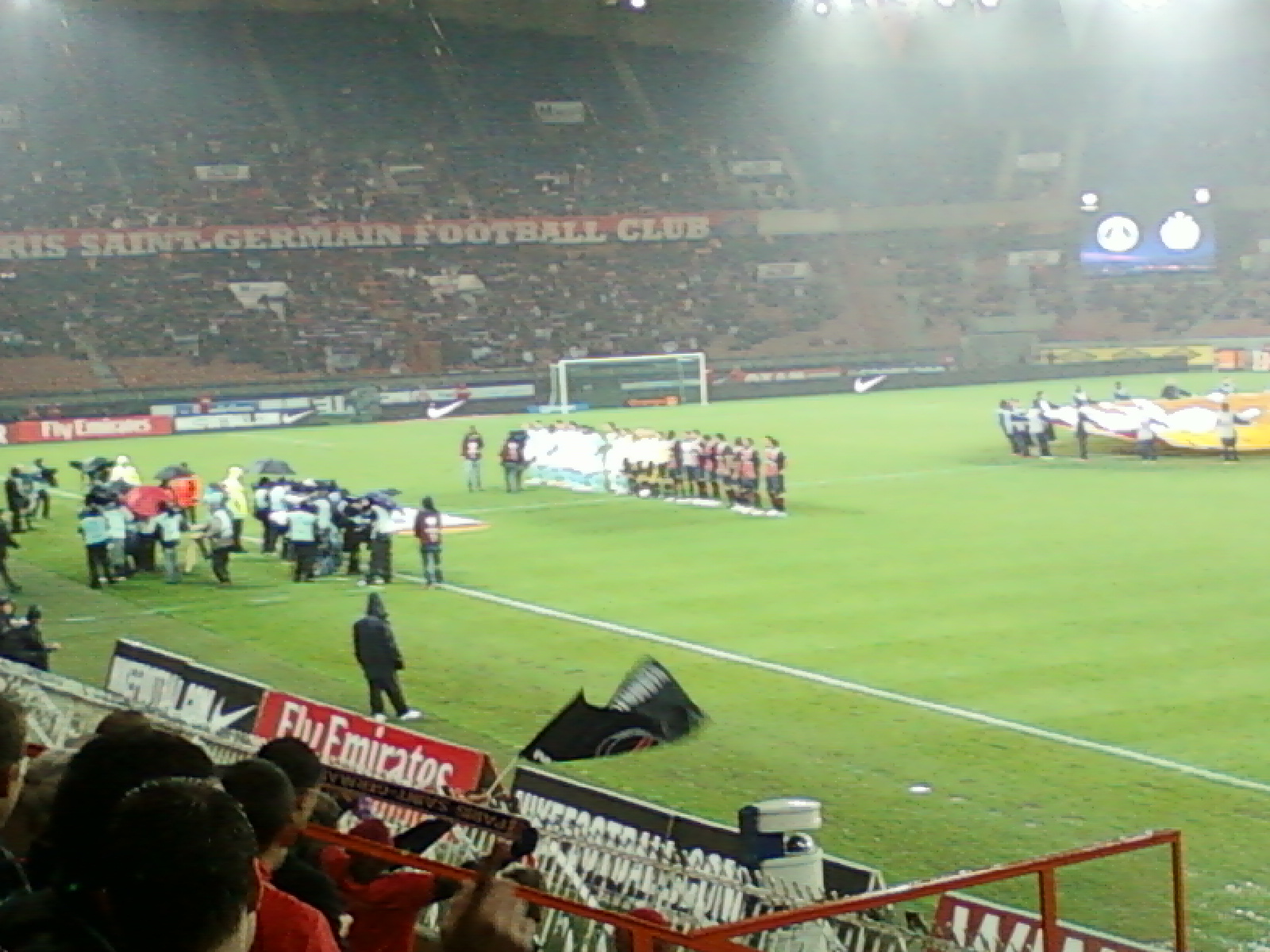
PSG vs Slovan Bratislava UEFA Europa League 2011

Desde que el Slovan Bratislava se clasificó para la fase de grupos de la Europa League para la temporada 2014-15, empezó a perder nivel futbolístico y dejó de ser el claro dominador en el país. En esa temporada, el equipo quedó en 3 posición entrando en la fase de clasificación en las últimas jornadas y mientras tanto en la copa de Eslovaquia quedaron eliminados en cuartos de final contra el Trencín que aquella temporada consiguió el doblete, fue una temporada para olvidar para el equipo de la capital.
En cuanto a la temporada 2015/16 el equipo quedó eliminado en tercera ronda de la Europa League ante el Krasnodar ruso quedándose con la miel en los labios de la cuarta ronda. En cuanto a los torneos locales el equipo parecía ser el claro favorito para ganarlos y volver a recuperar el trono perdido, pero un todopoderoso Trencín los privó de ganar el doblete endosándole un 0-4 en la antepenúltima jornada de liga y un 1-3 en copa así pues quedándose otro año en blanco y para olvidar.
Al año siguiente se reforzó el equipo con jugadores del glorioso y equipo de moda el Trencín pero no les basto para todo. Sólo se centraron en la Copa, quedó fuera de la UEFA ante el modesto Jelgava endosándole un doloroso 3-0. Ni con la llegada del triunfador Martin Sevela le costaba mucho ganar los partidos. Volvieron a quedar segundos en la liga por detrás del Zilina pero pudieron saborear un título 3 años después ganando la copa ante el equipo de Segunda división, el Skalica por 0-3.
En la temporada 2017/18 el Slovan Bratislava quedó en segunda posición solo por detrás del Football Club Spartak Trnava que ganó la liga a falta de 3 jornadas para el final tras una derrota del Slovan ante el DAC teniendo que jugar la fase clasificatoria de la Europa league para la temporada 2018/19, pero el equipo no se fue de vacío ya que ganó la copa de Eslovaquia 3-1 ante el Ruzomberok en Trnava, tras terminar la temporada, el delantero Róbert Vittek colgaba sus botas con 35 años. Tuvo gran aventura europea jugando en Alemania, Francia o Turquía entre esos países.

### Regreso al dominio y vuelta a Europa (2018- act)
El Slovan tuvo un buen comienzo en la temporada 2018/19, comenzó jugando la primera ronda de fase clasificación para la Liga Europa de la UEFA 2018-19 contra el FC Milsami Orhei moldavo ganando allí por 2-4 y en casa por 5-0, luego se enfrentó al Balzan Football Club en el que el primer partido perdió por 2-1 pero remontó en Eslovaquia con un resultado de 3-1, tras este hecho se enfrenta al SK Rapid Viena. También ha tenido un gran comienzo en liga tras ganar al FC ViOn Zlaté Moravce y al FK Železiarne Podbrezová colocándose como líder provisional.
El Slovan llegó al parón invernal como líder en solitario, sin perder ni un solo partido, sacándole ocho puntos al segundo y diez puntos al tercero y como firme candidato al título liguero, haciendo grandes partidos sin sufrir apenas. Entre sus victorias más abultadas se encuentra un 5-2 al MSK Zilina
Haber sido campeón de la Liga Eslovaquia 2018-19 le permitió acceder a la fase previa de la Liga de Campeones de la UEFA, donde su rival fue el FK Sutjeska campeón de la Primera División de Montenegro. Ambos partidos acabaron en empate a uno y todo se decidió en la tanda de penaltis donde acabó pasando de ronda el equipo montenegrino. Su comienzo en liga también fue bueno ganando los primeros partidos ante el MFK Zemplín Michalovce y el FK Pohronie, en las fase previa de la Liga Europa de la UEFA dejó atrás en la primera al Klubi Futbollistik Feronikeli, en la segunda ronda al Dundalk y en la ronda final al PAOK consiguiendo así entrar en fase de grupos de la Liga Europa de la UEFA 2019-20. En este grupo se enfrentó al Beşiktaş, al Sporting Clube de Braga y a los Wolves, acabaron eliminados en 3.ª posición con un total de 4 puntos. 
Antes del parón invernal, el Slovan se mantenía en la primera posición por detrás del MSK Zilina. En enero se produjo la venta de su jugador estrella Andraž Šporar al Sporting de Lisboa por unos 6.000.000 € siendo así la venta más cara de la historia del club. 
Entre el parón invernal y el parón por Covid-19 el equipo estuvo inactivo casi medio año hasta que se reanudó la liga en mayo. Acabó consiguiendo el título liguero siendo su 10.º trofeo desde que se creó la Superliga de Eslovaquia. Días más tarde se alzó con la Copa de Eslovaquia derrotando al MFK Ružomberok.
En 2021, el Slovan participó en la primera edición de la Liga Europa Conferencia de la UEFA, en su grupo se enfrentó al PAOK, F.C. Copenhague y al Lincoln Red Imps, acabaron eliminados en 3.ª posición. Nuevamente se harán campeones de la Superliga de Eslovaquia y campeones de la Copa de Eslovaquia. Algunas de las incorporaciones como el traspaso del veterano Juraj Kucka procedente del Parma Calcio o la cesión de Giorgi Chakvetadze por parte del K. A. A. Gent, harían una plantilla competitiva  con el objetivo de asaltar la fase de grupos de la Liga de Campeones de la UEFA en 2022, pero tras eliminar al Dinamo Batumi en primera ronda, caerían contra el Ferencváros por un resultado de 4-1 en el Tehelné Pole pese haber ganado el partido de ida en Hungría.
Finalmente acabaría clasificándose nuevamente a la fase de grupos de la Liga Europa Conferencia de la UEFA tras haber eliminado al HŠK Zrinjski Mostar en la última ronda, luego de ser eliminado por el Olympiakos en la penúltima ronda previa de la Liga Europa de la UEFA. F.C. Basel, FC Žalgiris y Pyunik fueron los rivales del club capitalino.
En la temporada 2024/2025,el slovan Bratislava se quedó en fase de liga en la liga de campeones tras quedar en puesto 35°

## Símbolos

### Escudo
El escudo del Slovan ha sufrido pequeñas variaciones a lo largo de la historia del club. El primer escudo de 1919, cuando el equipo nació como ČsŠK Bratislava, presentó las características principales: un pentágono con el escudo de Eslovaquia en su interior. El pentágono del primer escudo estaba invertido y dentro de una estrella azul de cinco puntas que, posteriormente, con la llegada del comunismo a Checoslovaquia fue reemplazada por una estrella roja de cinco puntas. El escudo de Eslovaquia también fue eliminado y sustituido por símbolos comunistas.
En 1990, tras el final del comunismo en Checoslovaquia, el escudo de Eslovaquia fue restituido y el emblema del Slovan volvió a semejarse al utilizado en 1939. La última versión del escudo, realizada en el siglo XXI, incluye tres estrellas de oro sobre la parte superior.

## Uniforme
El patrocinador oficial del Slovan Bratislava es Adidas.
- Primera equipación:

Camiseta azul celeste, pantalón blanco, medias azul celeste.
- Segunda equipación :

Camiseta negra, pantalón negro, medias negro.
- Tercera equipación:

Camiseta blanca, pantalón blanco, medias blancas. 
| 2010-11 | 2011-12 | 2012-15 | 2015-18 | 2018-19 | 2019-20 | 2020-22 | 2022-23 |

## Estadio

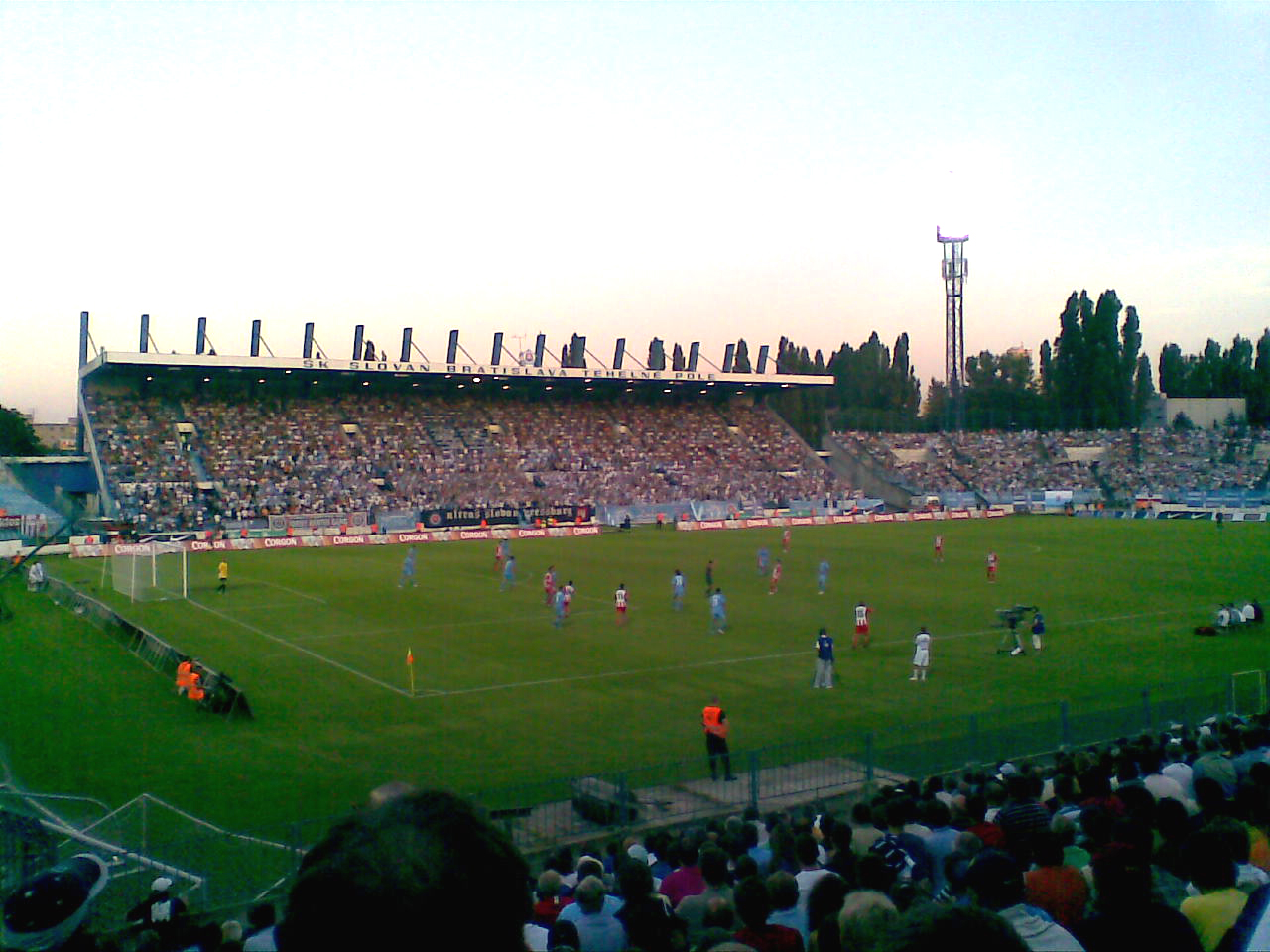
Tehelné pole

El Slovan Bratislava ejerció como local en el estadio Tehelné pole de Eslovaquia, que contaba con una capacidad para 30 085 espectadores que, a su vez, fue utilizado como estadio de la selección de fútbol de Eslovaquia. El estadio fue construido durante la primera República Eslovaca, cuando la Alemania nazi ocupó Petržalka en 1938 y Bratislava perdió casi todas sus instalaciones deportivas. La construcción duró desde 1939 hasta 1944 y el estadio se convirtió en sede del Slovan Bratislava. El estadio fue inaugurado oficialmente en septiembre de 1940 con 25 000 espectadores y el primer partido internacional se jugó el 27 de octubre de 1940 entre el Slovan de Bratislava y el Hertha Berlín, que terminó en empate 2-2.

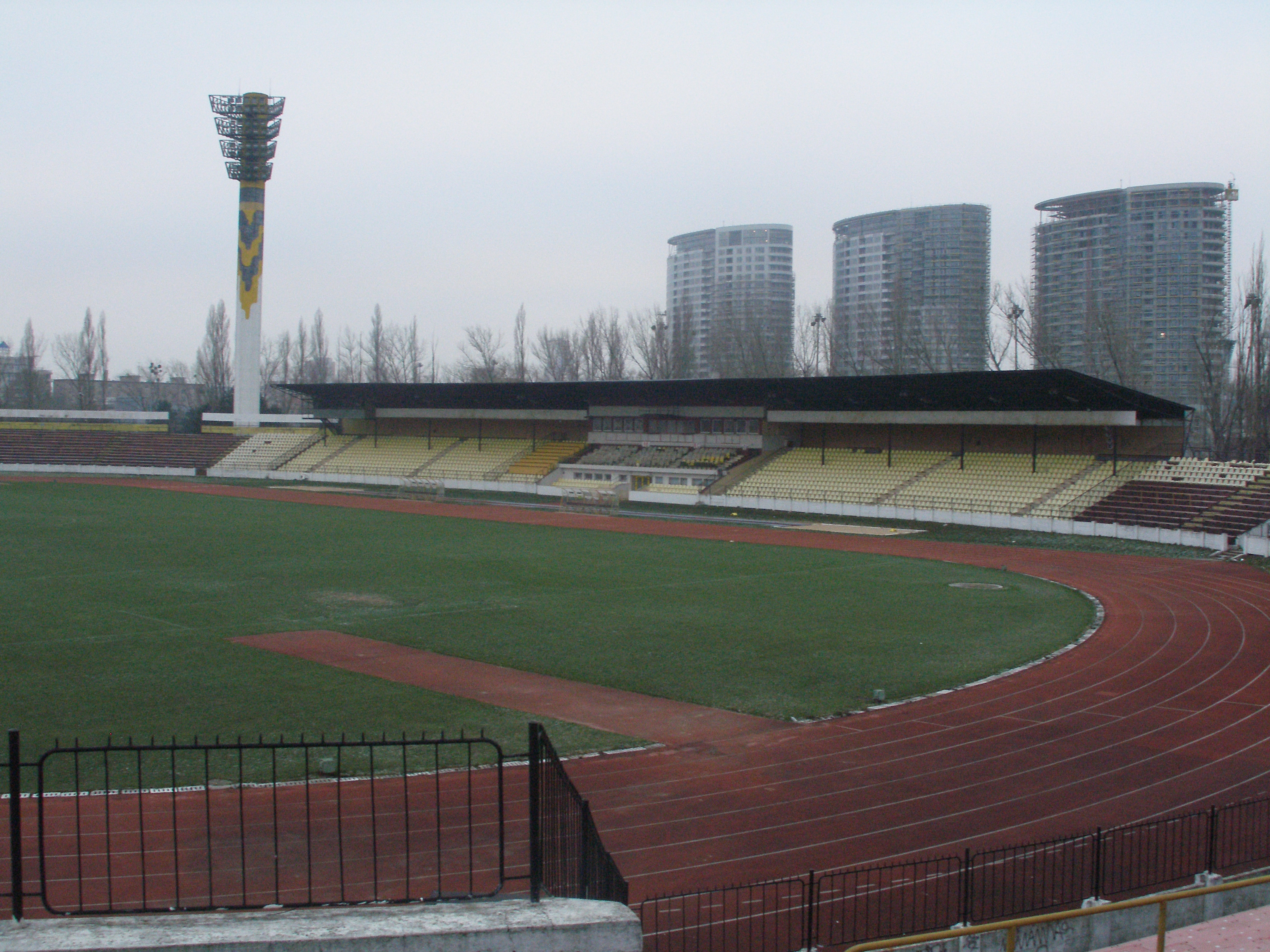
Štadión Pasienky

El viejo estadio fue reconstruido en 1961, que sumó la segunda tribuna, aumentando su capacidad a 45 000 espectadores y la modernización mediante la adición del marcador, luz artificial y modernizar el campo. El estadio podía albergar hasta 50 000 espectadores y justo antes de la disolución de Checoslovaquia, era el más grande en uso (el estadio Strahov en Praga tenía una capacidad de 220 000, pero fue abandonado en la década de 1990) y fue sede, también, del equipo nacional de Checoslovaquia.
El estadio fue reconstruido una vez más en la década de 1990 y se instalaron asientos de plástico en todo el recinto, reduciendo la capacidad a 30 000 espectadores. Después de esto, el estadio Tehelné Pole fue el segundo más grande de Eslovaquia después del Všešportový areál en Košice, sin embargo, ese estadio está ahora en desuso. En 2005-06, fue utilizado también como sede para el FC Artmedia Bratislava en la Liga de Campeones y Copa de la UEFA, ya que el estadio del Artmedia no cumplía con las normas mínimas para la competición de la UEFA. El ayuntamiento autorizó los planes de demolición del estadio y que se construya un nuevo estadio con capacidad de alrededor de 35 000 personas, con un costo de alrededor de 80 millones de euros. La necesidad de un nuevo estadio se deriva de las normas de la UEFA en los estadios con la nueva normativa vigente desde 2008 para albergar partidos internacionales, pero Eslovaquia carece de estos estadios hasta el momento.

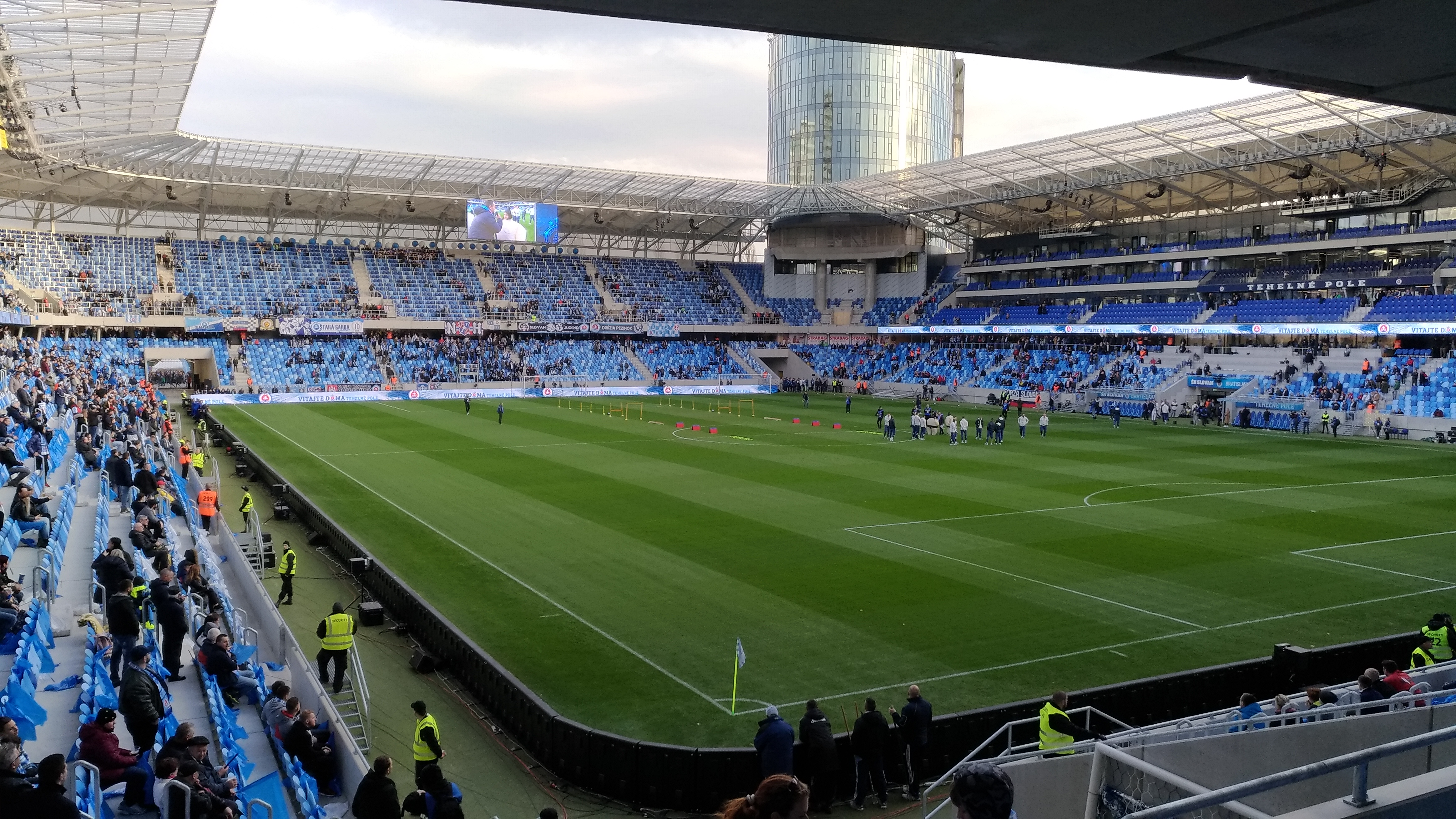
Tehelné Pole

En julio de 2009 el gobierno de Eslovaquia decidió apoyar la construcción del nuevo estadio. Las obras de demolición del Tehelné Pole comenzaron en marzo-abril de 2010 y el nuevo estadio debe ser inaugurado en mayo de 2012. Su capacidad será de 22 000 espectadores, con posibilidad de ampliación a 30 000. Hasta ese momento, el estadio del Slovan es el Štadión Pasienky, un estadio multiusos de Bratislava que tiene capacidad para 13 295 personas.
El nuevo estadio Tehelne pole fue inaugurado en 2019 en un partido en el que el Slovan Bratislava se enfrentaba al Sigma Olomuc checo, fue un parido donde los dos equipos se mostraron fuertes, el partido amistoso acabó del lado del Sigma Olomuc con un resultado final de 2-3

## Entrenadores
José Luis Guerrero Mendoza

## Participación en competiciones internacionales

### Por competición
Nota: En negrita competiciones activas.
| Competición                              | Temp. | PJ  | PG | PE | PP | GF  | GC  | Dif. | Puntos | Títulos | Subtítulos |
| ---------------------------------------- | ----- | --- | -- | -- | -- | --- | --- | ---- | ------ | ------- | ---------- |
| Copa de Europa / Liga de Campeones       | 12    | 40  | 14 | 10 | 16 | 45  | 52  | -7   | 52     | –       | –          |
| Copa de la UEFA / Liga Europa de la UEFA | 21    | 92  | 38 | 19 | 35 | 147 | 134 | +13  | 133    | –       | –          |
| Liga Europa Conferencia de la UEFA       | 1     | 6   | 2  | 2  | 2  | 8   | 7   | +1   | 8      | –       | –          |
| Recopa de Europa de la UEFA              | 7     | 29  | 15 | 4  | 10 | 43  | 34  | +9   | 49     | 1       | –          |
| Copa Intertoto de la UEFA                | 1     | 4   | 3  | 0  | 1  | 7   | 3   | +4   | 9      | –       | –          |
| Total                                    | 42    | 171 | 72 | 35 | 64 | 250 | 230 | +20  | 251    | 1       | 0          |

## Palmarés

### Torneos nacionales (57)
Ligas nacionales: 31 
- Zväzové Majstrovstvá Slovenska (1926–1933) (4): 1926, 1927, 1930, 1932

- Liga eslovaca (19): 1939–40, 1940–41, 1941–42, 1943–44, 1993-94, 1994-95, 1995-96, 1998-99, 2008-09, 2010-11, 2012-13, 2013-14, 2018-19, 2019-20, 2020-21, 2021-22, 2022-23, 2023-24, 2024-25

- Liga checoslovaca de fútbol (8): 1949, 1950, 1951, 1955, 1969–70, 1973–74, 1974–75, 1991–92

 Copas nacionales: 22 
- Copa de Eslovaquia (10): 1993–94, 1996–97, 1998–99, 2009–10, 2010–11, 2012–13, 2016-17, 2017-18, 2019-20, 2020-21

Copa de Eslovaquia adquirió el carácter nacional tras la disolución de Checoslovaquia en 1993, previo a la independencia eslovaca el club se coronó en 7 oportunidades (1969–70, 1971–72, 1973–74, 1975–76, 1981–82, 1982–83, 1988–89).
- Copa de Checoslovaquia (5): 1961–62, 1962–63, 1967–68, 1973–74, 1981–82

Supercopas nacionales: 4 
- Supercopa de Eslovaquia (4): 1994, 1996, 2009, 2014

### Torneos internacionales (1)
- Recopa de Europa (1): 1969